# Noël Delaquis
Noël Delaquis (Notre-Dame-de-Lourdes, 25 dicembre 1934) è un vescovo cattolico, teologo e avvocato canadese.

## Biografia
Nato il giorno di Natale del 1934, compie gli studi classici ed entra nel seminario maggiore del Québec, ricevendo l'ordinazione sacerdotale il 5 giugno 1958 per l'arcidiocesi di Saint-Boniface. Nominato vescovo di Gravelbourg da Paolo VI il 3 dicembre 1973, viene consacrato il 19 febbraio 1974 dall'arcivescovo Maurice Baudoux.
Nel dicembre 1989 subisce un incidente stradale che compromette la sua salute e lo porta a dimettersi dal suo ufficio; la rinuncia viene accolta il 10 aprile 1995. Quando Giovanni Paolo II nel 1998 sopprime la diocesi, gliene affida il titolo.
Successivamente emette professione solenne nell'ordine trappista il 29 giugno 2008; nel 2014, però, ritorna nel clero secolare e rientra nell'arcidiocesi di Saint-Boniface.

## Genealogia episcopale e successione apostolica
La genealogia episcopale è:
- Cardinale Scipione Rebiba
- Cardinale Giulio Antonio Santori
- Cardinale Girolamo Bernerio, O.P.
- Arcivescovo Galeazzo Sanvitale
- Cardinale Ludovico Ludovisi
- Cardinale Luigi Caetani
- Cardinale Ulderico Carpegna
- Cardinale Paluzzo Paluzzi Altieri degli Albertoni
- Papa Benedetto XIII
- Papa Benedetto XIV
- Papa Clemente XIII
- Cardinale Marcantonio Colonna
- Cardinale Giacinto Sigismondo Gerdil, B.
- Cardinale Giulio Maria della Somaglia
- Cardinale Carlo Odescalchi, S.I.
- Cardinale Costantino Patrizi Naro
- Cardinale Serafino Vannutelli
- Cardinale Domenico Serafini, Cong. Subl. O.S.B.
- Cardinale Pietro Fumasoni Biondi
- Cardinale Ildebrando Antoniutti
- Arcivescovo Maurice Baudoux
- Vescovo Noël Delaquis, O.S.C.O.

La successione apostolica è:
- Arcivescovo Raymond Olir Roussin, S.M. (1995)